# Леонард Мочульський
Леонард Мочульський (рум. Leonard Mociulschi, пол. Leonard Moczulski; 25 березня 1889 — 15 квітня 1979, Бухарест) — румунський воєначальник польського походження, генерал-майор. Кавалер Лицарського хреста Залізного хреста.

## Біографія
Леонард Мочульський почав свою військову кар'єру в 1910 році, вступивши до школи офіцерів піхоти, закінчив її в 1912 році у званні молодшого лейтенанта.

### Перша світова війна
Брав участь у Другій Балканській війні (1913). На початку Першої світової війни був командиром 10-ї роти 29-го Дорохойського піхотного полку. Відзначився в боях при Ойтуз і Совеже, був нагороджений королем Фердинандом I і генералом Анрі Бертло, начальником французької військової місії в Румунії.
Після війни отримав звання майора. Високо оцінювався командуванням гірськопіхотного полку «Принц Кароль I», яке охарактеризувало Леонарда Мочульського в 1922 році як «цінного офіцера, впевненого в собі, наділеного видатними якостями». У 1932 році був призначений командувачем гірськострілецького батальйону, дислокованого в місті Сігету-Мармацієй, отримав звання підполковника. 1 квітня 1937 був зведений у ранг полковника.

### Друга світова війна

#### На боці країн осі
У 1940 році Леонард Мочульський був призначений заступником командира 1-ї гірськострілецької змішаної бригади. Брав участь у вторгненні в Радянський Союз.
У 1940 році Бессарабія і Буковина в ході швидкоплинної операції були зайняті Червоною армією і приєднані до СРСР, тому вторгнення в СРСР в 1941 році подавалося в Румунії як звільнення. Однак із просуванням на схід і зростанням втрат підтримка населення і бойовий дух військ стали падати.
Леонард Мочульський брав участь у штурмі Криму в жовтні-листопаді 1941 року, його з'єднання перебувало в оперативному підпорядкуванні німецької 11-ї армії під командуванням Еріха фон Манштейна. Його прямим командиром був генерал Петре Думітреску. Він був призначений заступником командира 4-ї гірськострілецької дивізії генерала Георге Маноліу.
З січня 1942 він підвищений у званні до бригадного генерала, отримав командування 3-ю гірськострілецькою дивізією. 
З жовтня 1942 по серпень 1943 року 3-тя гірськострілецька дивізія билася на Таманському півострові і на заході Кавказу.
У 1943 році дивізія перебувала на території Криму, підкоряючись німецькій 17-й армії. Вона здійснювала протидесантну оборону Південного берега Криму і широко залучалася до операцій проти кримських партизанів. Після прориву оборони Криму в квітні 1944 року дивізія морем була евакуйована з Севастополя, велика частина її військ потрапила в радянський полон.

#### На боці антигітлерівської коаліції
Після перевороту в Румунії в 1944 році прийняв сторону короля Міхая I і після переходу країни до антигітлерівської коаліції в кампанії проти Німеччини був призначений командувачем групи «Крічурь», яка брала участь у звільненні західної Трансильванії. Після звільнення Трансильванії були битви в горах Бюкк в Угорщині і Словаччині, в Татрах. Кінець війни генерал Мочульський застав на посаді командира гірськострілецького корпусу в званні дивізійного генерала.

### Переслідування після війни
Генерал Мочульський був заарештований за звинуваченнями у воєнних злочинах, як і його товариші по службі генерали Петре Думітреску та Іоан Думітраче. Через відсутність доказів Народний суд звільнив Леонарда Мочульського від покарань за дії, передбачені статтею 2 пункту D закону № 312/1945. У 1947 році його перевели в резерв.
12 серпня 1948 року він був звинувачений як «реакційний і ворожий елемент», знову заарештований і без суду і слідства «за поведінку, що суперечить демократичному режиму» відправлений на примусові роботи на каналі Дунай-Чорне море і в трудову колонію в місті Онешті. Випущений на підставі рішення Бухарестського трибуналу №. 2496 / 01.10.1955 з в'язниці особливого режиму в Жилаві. Примусове місце проживання для нього було встановлено в місті Блаж. У серпні 1960 року переїхав до села Пуркерень Брашовського повіту, а в грудні 1964 року — у Брашов.

### Реабілітація
Після офіційного візиту до Румунії генерала Шарля де Голля, президента Франції, Леонард Мочульський як румунський генерал, нагороджений французьким «Croix de Guerre», був реабілітований, отримавши право знову носити військову форму. Удостоєний декількох нагород.
Він помер 15 квітня 1979 року в віці 90 років і був кремований згідно з заповітом. Його прах був розсіяний солдатами 21 гірськострілецького батальйону над Карпатами.

## Нагороди

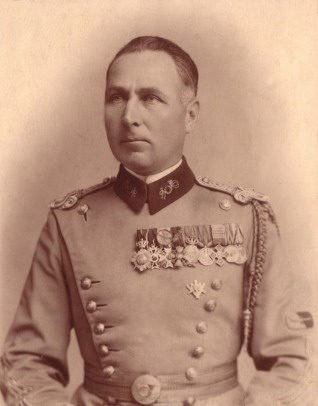
Леонард Мочульський у 1919 році.

- Круа-де-Герр (Франція) (13 листопада 1918)
- Пам'ятний хрест про війну 1916—1918
- Орден Зірки Румунії, офіцерський хрест (6 серпня 1919)
- Орден Михая Хороброго
  - 3-го класу (17 жовтня 1941) — «За рішучість і енергію, з якою війська бригади вели бої при перетин кордону в околицях району Сінді, за завоювання району міста Сторожинець та особливо за штурм укріплень на Дністрі, 17 і 18 липня, де під сильним вогнем противника з казематів він подав особистий приклад в атаці бригади.»
  - 2-го класу (19 лютого 1944)
  - 3-го класу з мечами (23 березня 1945)
- Залізний хрест
  - 2-го класу (1941)
  - 1-го класу (1942)
- Німецький хрест в золоті (25 жовтня 1942)
- Лицарський хрест Залізного хреста (18 січня 1943)
- Орден Хреста Свободи 1-го класу з мечами (Фінляндія) (10 березня 1943) — вручений Карлом Маннергеймом.
- Кримський щит (1943)
- Орден «23 серпня» 3-го класу (1964) — «За особливі заслуги в справі будівництва соціалізму, з нагоди двадцятої річниці визволення батьківщини.»
- Орден «Захист вітчизни»
- Медаль «25 років визволення Вітчизни»
- Інші румунські нагороди.

## Вшанування пам'яті
- У місті Сігету-Мармацієй, де Леонард Мочульський служив у гарнізоні в 1932-1940 роках, встановлена його статуя, його ім'я носить вулиця.
- У рік вступу Румунії до Європейського Союзу 21-й батальйон гірських стрільців, дислокований у Предялі, отримав почесне ім'я «Генерал Леонард Мочульський». Церемонія пройшла в присутності короля Міхая I, колишнього глави держави, який свого часу тричі нагороджував генерала Мочульського орденом Михая Хороброго.
- На честь генерала названі декілька вулиць.